# No One Is to Blame
«No One Is to Blame» (en español: «Nadie tiene la culpa») es el título de una canción escrita e interpretada por el cantautor y músico inglés Howard Jones. Originalmente lanzado en el álbum de 1985 Dream into Action, fue regrabado y lanzado como sencillo en marzo de 1986.
Se convirtió en el mayor éxito de Jones en Estados Unidos hasta la fecha, alcanzando el número 4 en el Billboard Hot 100 y el número 1 en la lista Hot Adult Contermporary Tracks. «No One Is to Blame» también fue un éxito top 10 en Australia alcanzando el número 9 y en el Reino Unido llegó al número 16 en la lista UK Singles Chart.

## Información de la canción
La versión original de la canción se puede encontrar en Dream into Action. Tras el éxito de los sencillos anteriores de ese álbum, se regrabó para generar un sonido más amigable para la radio. Phil Collins y Hugh Padgham produjeron la regrabación, con Collins añadiendo su propio trabajo de batería.  
La nueva versión de la canción se incluyó en el EP estadounidense de 1986 Action Replay, así como en la versión en CD del álbum de estudio de Jones de 1986, One to One. 

## Lista de canciones
sencillo 7"
A. «No One Is to Blame» – 4:14
B. «The Chase» – 2:52
maxi 12"
A. «No One Is to Blame» (Extended Mix) – 5:14
B1. «The Chase» – 2:54
B2. «No One Is to Blame (The Long Mix)» – 3:09

## Posicionamiento en listas
| Lista (1986)                                      | Máxima posición |
| ------------------------------------------------- | --------------- |
| Australia (Kent Music Report)                     | 9               |
| Canadá (The Record)                               | 12              |
| Estados Unidos Adult Contemporary (Billboard)     | 1               |
| Estados Unidos Mainstream Rock Tracks (Billboard) | 20              |
| Estados Unidos Billboard Hot 100                  | 4               |
| Italia (Italian Singles Chart)                    | 21              |
| Reino Unido UK Singles Chart                      | 16              |

### Sucesión en listas
| Predecesor: «There'll Be Sad Songs (To Make You Cry)» de Billy Ocean | U.S. Billboard Hot Adult Contemporary Tracks — Sencillo N°. 1 28 de junio de 1986 - 4 de julio de 1986 | Sucesor: «Your Wildest Dreams» de The Moody Blues |